# Budynek zeroemisyjny
Budynek zeroemisyjny – budynek wykorzystujący dostępne na miejscu źródła energii odnawialnych, które równoważą emisje spowodowane przez używanie nieodnawialnych źródła energii.